# Яйма Мена
Яйма Мена (ісп. Yaima Mena, 28 січня 1985) — кубинська стрибунка у воду.
Учасниця Олімпійських Ігор 2004 року, де в стрибках з 10-метрової вишки посіла 30-те місце.